# Stora Abborrtjärnet (Töftedals socken, Dalsland)
Stora Abborrtjärnet är en sjö i Dals-Eds kommun i Dalsland och ingår i Örekilsälvens huvudavrinningsområde. Sjön har en area på 0,0833 kvadratkilometer och ligger 218,7 meter över havet. Stora Abborrtjärnet ligger i Trestickla-Boksjön Natura 2000-område. Sjön avvattnas av vattendraget Töftedalsån.

## Delavrinningsområde
Stora Abborrtjärnet ingår i det delavrinningsområde (654401-126855) som SMHI kallar för Ovan Töftsjöbäcken. Medelhöjden är 200 meter över havet och ytan är 53,61 kvadratkilometer. Det finns inga avrinningsområden uppströms utan avrinningsområdet är högsta punkten. Töftedalsån som avvattnar avrinningsområdet har biflödesordning 2, vilket innebär att vattnet flödar genom totalt 2 vattendrag innan det når havet efter 68 kilometer. Avrinningsområdet består mestadels av skog (83 procent) och sankmarker (14 procent). Avrinningsområdet har 0,18 kvadratkilometer vattenytor vilket ger det en sjöprocent på 0,3 procent.